# Francesco Ferrua
Francesco Ferrua (Mondovì, 8 settembre 1965) è un ex pallavolista italiano.
Ha giocato nel ruolo di centrale.

## Carriera
La carriera di Francesco Ferrua inizia nelle giovanili del Mondovì; fa parte della rosa dei giocatori che affronta le uniche tre annate in Serie A2 del sodalizio monregalese, dal 1984-85 al 1986-87, con l'ultima stagione che porta alla retrocessione nelle categorie inferiori. Passa poi al Cuneo, dove inizia dalla Serie B; in seguito ottiene la promozione dalla Serie A2 alla Serie A1, ed esordisce nel massimo campionato italiano nella stagione 1989-90. Terminata questa esperienza si trasferisce a Falconara, dove rimane per cinque annate; il miglior risultato ottenuto è una semifinale di coppa Italia nell'edizione 1990-91. 
Dopo la retrocessione, avvenuta nella stagione 1993-94, rimane per un anno in Serie A2, prima di passare alla Zinella Bologna e poi al Grottazzolina, con cui perde la finale del campionato di Serie A2 per la promozione. Chiude la sua carriera con il ritorno a Cuneo, dove vince la Coppa Italia e la Coppa CEV.

## Palmarès

### Competizioni nazionali
- Coppa Italia: 1

Cuneo: 2001-02

### Competizioni internazionali
- Coppa CEV: 1

Cuneo: 2001-02